# 2007年飓风温贝托
飓风温贝托（英語：Hurricane Humberto）是2007年大西洋飓风季形成的第八场获得命名的风暴和第三场飓风，虽然规模很小，但在登陆前的增强速度却比有纪录以来任何一场大西洋飓风都要快。系统于2007年9月12日在墨西哥湾西北部发展成型，成为热带气旋后快速增强，于9月13日以风速每小时150公里强度吹袭德克萨斯州高岛。上岸后风暴稳步减弱，最终于9月14日在乔治亚州西北部上空同逐渐逼近的冷锋相互影响而逐渐消散。
温贝托造成的破坏程度不高，估计损失数额约为5000万美元。风暴产生的最大降雨量为358.9毫米，测得的最强阵风时速为137公里。暴雨引发大面积洪灾，导致数十户民居受损或被毁，多条公路被迫封闭。部分树木倒塌，输电线缆中断，数十万用户失去供电。飓风在德克萨斯州夺走一条人命，气旋逐渐深入内陆期间，美国东南部普遍出现降水。

## 气象历史
飓风温贝托源自9月5日离开佛罗里达州南岸的锋面槽残留，热带风暴加布里埃尔也是由这股残留催生。微弱的地面槽同上层低气压天气系统共同作用，令古巴西部到墨西哥湾东部海域出现分布混乱的阵雨和雷阵雨。系统朝西北偏西方向缓慢前进，起初因受风切变的不利影响而无法发展。到了9月11日晚，外界环境已有改善，扰动天气上空的对流到次日早上已有显著增长。系统沿中层高压脊的西部边缘移动，在此期间转朝西北方向缓慢飘移并快速组织。雷达图像显示其中有松散的带状特征形成，浮标所测数据表明已有地面环流存在，美国国家飓风中心为此将位于德克萨斯州马塔哥达县小镇马塔哥达（Matagorda）东南方向约100公里洋面的天气系统归类成本季第九号热带低气压。
气象机构起初认为，这片天气系统成为热带气旋后会缓慢增强，达到风力时速75公里的最高强度。成型不到三小时后，热带低气压就增强成热带风暴并获名“温贝托”（Humberto）。风暴的规模偏小，在转向东北偏北同时继续快速组织，到9月13日清晨，雷达图像表明其中已有风眼形成。根据飓风猎人所测数据，气象部门于协调世界时9月13日早上5点15分把位于德克萨斯州近海仅20公里洋面的温贝托升级成飓风。早上7点左右，气旋从德克萨斯州高岛（High Island）东侧数英里处登陆。飓风的风眼层次分明，周围由强劲对流层层环绕，飓风猎人在风暴登陆两小时后仍然测得每小时140公里的持续风速，但经风暴过后的重新分析，美国国家飓风中心认定气旋此时的风速更高，约达每小时150公里。
美国国家飓风中心在当时的实际操作中估计，温贝托的风速提升幅度达每小时85公里，是有纪录以来在登陆前夕增强速度最快的热带气旋。风暴继续朝东北前进并保持在一级飓风强度，风眼先后经过杰佛逊县的阿瑟港、尼德兰（Nederland）、内奇斯港（Port Neches）、格罗夫斯（Groves）和橙县的大桥城（Bridge City）上空。这也是2005年9月24日的飓风丽塔过后上述城市首度直接遭遇飓风袭击，前后相隔尚不足两年。登陆八小时后，温贝托已降级成热带风暴并进入路易斯安那州西南部。受上层风切变影响，风暴在陆地上空迅速减弱，于9月13日晚弱化成热带低气压。美国国家飓风中心在针对气旋发布的最后一份公告中指出，温贝托的残留有可能转向南下进入墨西哥湾。但气旋实际上继续向东北方向穿越美国东南部，于9月14日开始在乔治亚州西北部上空逐渐消散，此后不久便退化成残留低气压区。

## 防灾措施

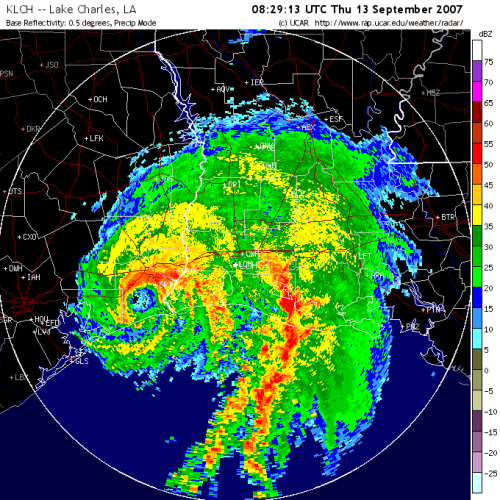
飓风温贝托登陆德克萨斯州的雷达图像

系统成为热带气旋后，德克萨斯州卡尔霍恩县的奥康纳港（Port O'Connor）到路易斯安那州卡梅伦收到热带风暴警告，卡梅伦到弗米利恩堂区的因特拉科斯特尔城（Intracoastal City）则接获热带风暴观察预警，并在气旋成为热带风暴后升级成热带风暴警告。美国国家飓风中心在把温贝托升级成飓风后向德克萨斯州高岛至路易斯安那州卡梅伦发布飓风警告。路易斯安那州西南部有多个堂区进入内陆热带风暴警告生效状态，美国国家气象局风暴预测中心还向该州西南部多个沿海堂区发布龙卷风观察预警。卡尔克苏堂区官员在风暴登陆前建议生活在低洼地区及洪水易发地区的居民考虑转移到更加安全的地点。莱克查尔斯开有一间避难所，风暴期间有29人前来躲避。密西西比州和路易斯安那州部分地区在气旋途经期间进入洪水观察预警或警告生效状态。德克萨斯州州长里克·佩里为可能受灾的地区调动州内资源，部署200名德克萨斯武装部队军人、六架黑鹰直升机和两个水上救援组执行搜救任务。德克萨斯州指挥中心在气旋发展成型后不久开始运作。

## 影响

### 德克萨斯州

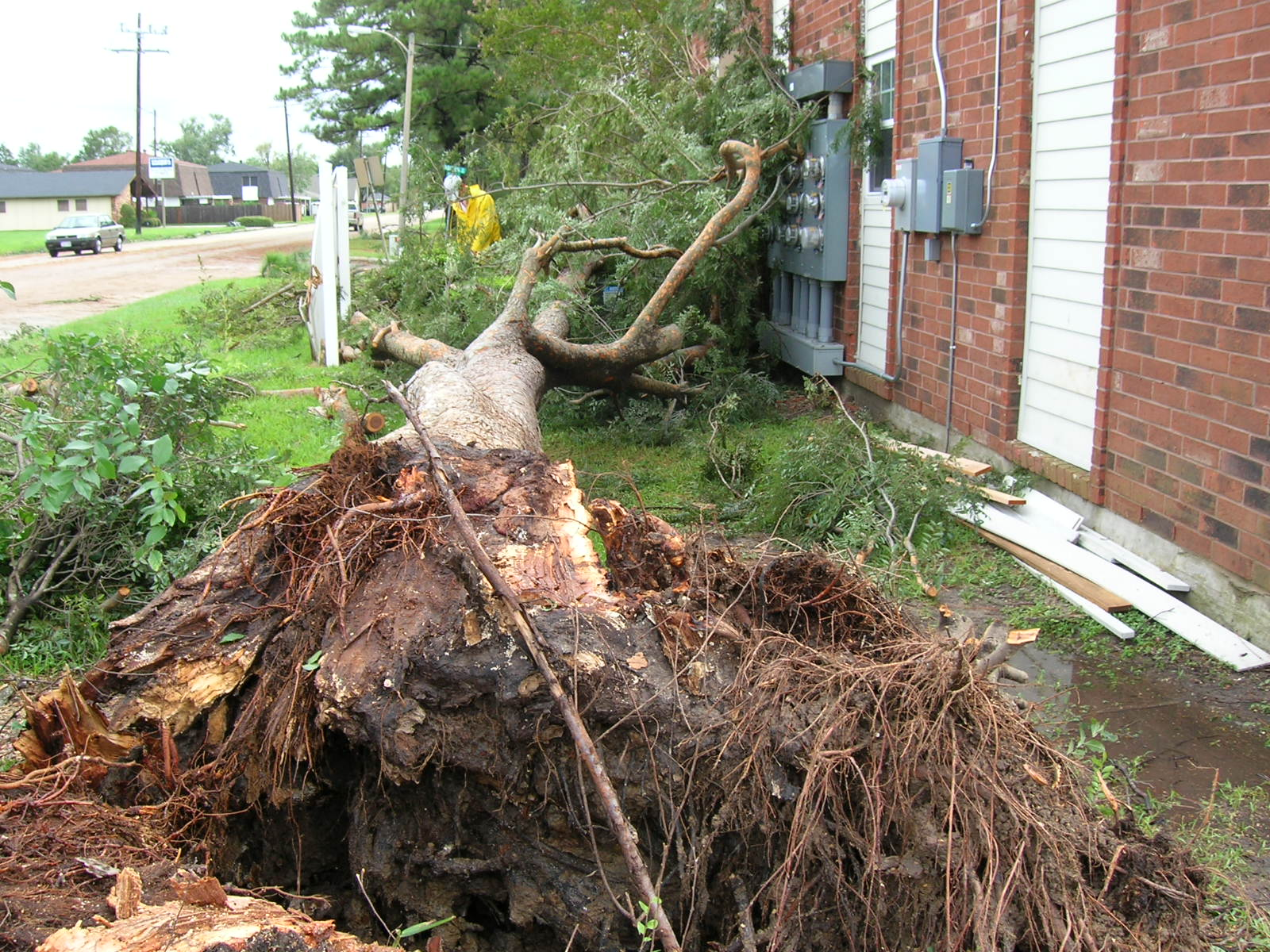
德克萨斯州东南部有许多树木被风刮倒，进而导致多地停电。

成型数小时前，低气压的外围雨带就开始进入德克萨斯州部分沿海地区上空。随后几天，雨带从沿海地区经过，强烈的雷暴产生暴雨并引发轻度洪灾，全州以东湾河口（East Bay Bayou）降水最多，达358.9毫米，也是温贝托产生雨量最多的所在。海岸州立公园测得的持续风速最高，达到每小时112公里，阵风时速则有137公里。美国国家气象局估计杰佛逊县西南部和钱伯斯县最东南角的阵风时速超过145公里。另有船运航道测得185公里的阵风时速，但该数据未获正式认可。风暴登陆期间产生轻度风暴潮，并以罗洛夫水道（Rollover Pass）最高，达到0.87米，风暴潮和海浪共同影响，导致轻度海滩侵蚀。
加尔维斯顿县有十户民宅被飓风彻底摧毁，另有19套受到严重破坏，多户民房的屋顶受损，许多道路封闭，导致全县约5000套房屋同外界的交通中断。由于土地含水量饱和，风暴沿途又产生狂风，许多树木被连根拔起，多条输电线缆中断，至少有50根高压电线杆倒塌或严重受损，橙县和杰佛逊县有超过12万用户失去供电，安特吉公司在德克萨斯州的用户中就有11万8000户断电。杰佛逊县和橙县发生大面积洪灾，博蒙特至少有20户民居被淹。多条道路也被洪水淹没，大桥城一名男子因房子旁边的车棚坍塌致死。媒体报导起初声称气旋造成的破坏数额高达五亿美元，但经最终估算大幅调低到5000万美元左右。
温贝托还令石油生产受阻，阿瑟港至少有四家炼油厂（分属瓦莱罗能源、艾克森美孚、道达尔和莫蒂瓦企业公司）因停电而不得不停产。受此影响，9月12日盘中油价升破每桶80美元，次日收盘时还以每桶80.09美元创下历史新高。天然气期货价格在风暴来袭前上涨八个百分点，但次日就基本跌回原价。
据联邦紧急事务管理局统计，德克萨斯州共有1464户居民受到飓风影响，其中有25套民房被毁，96套遭受重创，另有240套受到轻度破坏。对灾民提供的个别援助总计耗资477万6334美元，垃圾清理及其它公共援助成本共有668万2074美元。各地人均收入以杰佛逊县降幅最大，有22.38美元。

### 路易斯安那州

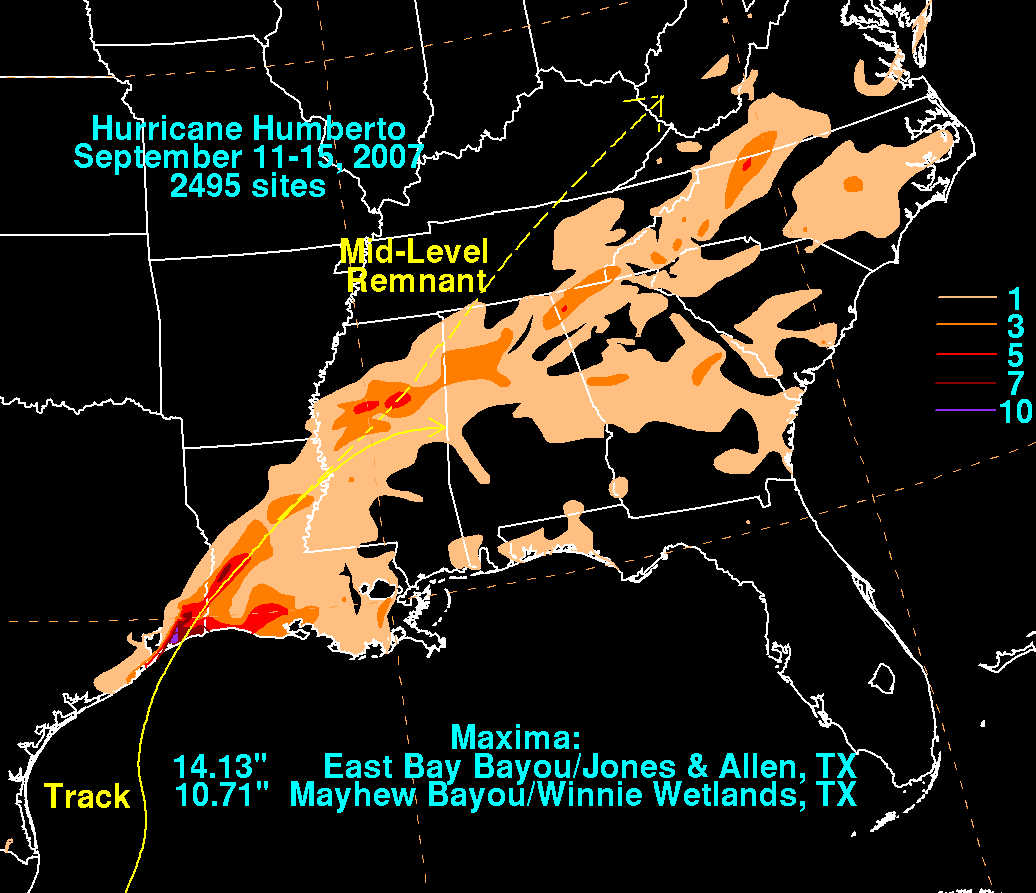
温贝托的降水分布

温贝托进入路易斯安那州时仍有热带风暴强度，但也在逐渐减弱，该州西南部普降小到中雨。全州正式纪录中的最高阵风时速为69公里，不过也有非正式数据表明温顿的阵风时速达到89公里。风暴沿途降下暴雨，降雨量最高的德里德有210毫米之多。降水导致弗米利恩河（Vermilion River）位于拉法叶境内部分河段泛滥，但程度尚轻。路易斯安那州沿海地区的风暴潮不强，最高的赛普里蒙特角（Cypremont Point）也只有0.65米，没有报导表明这些风暴潮曾引发海滩侵蚀。
波尔格堂区发生大面积洪灾，德里德有许多民宅被淹。该州西南部有多条道路因洪水封闭，其中包括171号美国国道和多条州级公路。局部地区受到大风破坏，特别是路易斯安那州和德克萨斯州边界附近，部分树木倒塌，供电线缆中断。路易斯安那州西南部共有约1万3000用户失去供电。弗米利恩堂区有一场藤田级数达到1的龙卷风短暂着陆，刮掉一户民房的屋顶，还刮倒多棵树木，致使多条电缆中断。整个路易斯安那州的损失总额估计为52万5000美元。

### 美国东南部
气旋环流消散后的残留在美国东南部多个州产生中等程度雨量，还在南卡罗莱纳州和北卡罗莱纳州催生出多场龙卷风，部分地区因此遭受大面积破坏。密西西比州部分低洼地区因暴雨引发洪灾。海恩兹县有座小型铁路桥被冲毁，搭乘美铁的乘客不得不另乘汽车赶赴目的地。一人因车开入洪水泛滥的街道而受伤。阿拉巴马州的降雨量达到129毫米，虽令低洼地区轻度积水，但也有助于暂时缓解旱情。乔治亚州北部局部地区因暴雨出现山洪爆发，导致多条道路封闭。气旋残留产生强烈的雷阵雨，还引发时速82公里的阵风和直径约两厘米的冰雹。北卡罗莱纳州各地经确认共出现十场0级龙卷风，对多户民宅构成轻度破坏，但没有造成人员伤亡。风暴残留产生的暴雨还在部分道路沿线引发山洪，导致路段封闭。南卡罗莱纳州劳伦斯县有一场1级龙卷风着陆，对多户民房构成中等程度破坏后升空。

## 善后

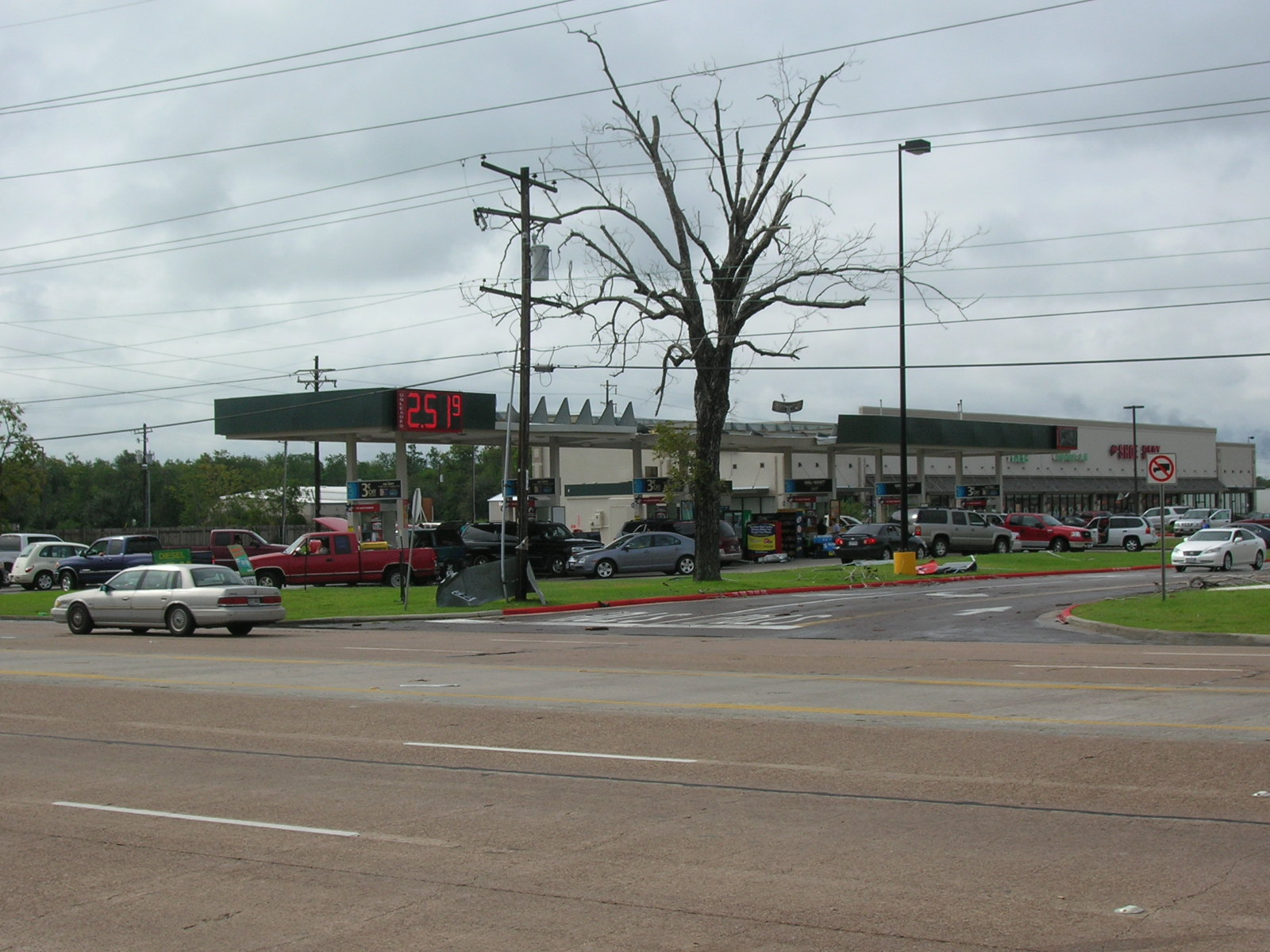
风暴过去后，居民在受损的加油站排队购买燃料和补给物资。

温贝托登陆数小时后，里克·佩里宣布加尔维斯顿县、杰佛逊县和橙县为灾区，以便灾民获得州内救助资源。州长还于9月21日请求总统宣告相应地区为联邦灾区。联邦紧急事务管理局派出四个工作组前往受灾最重的三个县评估飓风破坏程度。经过评估，工作组认为温贝托造成破坏的严重程度还不足以申请联邦援助，联邦紧急事务管理局因此拒绝州长佩里的请求。估计玻利瓦尔半岛（Bolivar Peninsula）在风暴过后共有1147立方米瓦砾和2293立方米树枝需要清理。